# Cells at Work!
Hataraku saibó (japonsky はたらく細胞) je japonská manga, kterou psala a kreslila Akane Šimizu. Objevují se v ní antropomorfní buňky lidského těla, přičemž dvěma hlavními protagonisty jsou červená a bílá krvinka. Manga vycházela od ledna 2015 do ledna 2021 v časopisu Gekkan šónen Sirius nakladatelství Kódanša. V Severní Americe je licencována nakladatelstvím Kodansha USA. Vznikla také spin-offová manga Hataraku saibó Black.
Anime adaptace v podobě televizního seriálu od studia David Production byla vysílána ve dvou řadách od 8. července 2018 do 27. února 2021. V září 2020 byl v kinech uveden film s názvem „Hataraku saibó!!“ Saikjó no teki, futatabi. Karada no naka wa „čó“ ósawagi!.

## Synopse
Příběh se odehrává v lidském těle, ve kterém biliony antropomorfních buněk dělají svou práci, aby tělo udržely zdravé. Manga se z velké části zaměřuje na dvě takové buňky: červenou krvinku AE3803, která je nováčkem a často se ztrácí během roznášek živin, a neúprosnou bílou krvinku U-1146, která bojuje proti všem choroboplodným zárodkům, jež napadají tělo.

## Postavy
- Erytrocyt / červená krvinka (AE3803) (赤血球, Sekkekkjú)

Dabing: Kana Hanazawa
Červená krvinka, jež právě nastoupila do práce, musí roznášet kyslík, oxid uhličitý a různé živiny do celého těla. Během toho, co na ní zaútočila bakterie pneumococcus, se seznámila s Neutrofilem. Je nemotorná a často se ztrácí, je však odhodlána podat to nejlepší, co umí. Později je odhaleno, že se s Neutrofilem seznámila už za mlada, když ji zachránil před jinou bakterií.
- Neutrofil (好中球, Kóčúkjú) / Bílá krvinka (U-1146) (白血球, Hakkekkjú)

Dabing: Tomoaki Maeno
Typ bílé krvinky, jehož úkolem je zabíjet patogeny infikující tělo. Navzdory svému násilnickému a nelítostnému povolání je docela příjemný a laskavý. Když ještě chodil do školy jako mladá buňka, zachránil AE3803 před bakterií, která na krvinku zaútočila při jednom z cvičení během jejího tréninku.
- Cytotoxický T-lymfocyt (キラーT細胞, Kirá Tí saibó neboli Killer T Cell)

Dabing: Daisuke Ono
Typ bílé krvinky, jenž dokáže rozpoznat a zabít různé cizí látky a nezdravé buňky. Je agresivní, nafoukaný a hlučný, brutálně si užívá zabíjení patogenů a nezdravých buněk. Dívá se spatra na bílé krvinky, jež se sbližují s jinými než bílými krvinkami, například když se Neutrofil sblížil s Červenou krvinkou. Je seržantem Cytotoxických T-lymfocyt a je drsným učitelem svých studentů, Naivních T-lymfocyt. Má negativní vztah s Pomocným T-lymfocytem a NK buňkou, přičemž první jmenovaný je jeho nadřízeným v Cytotoxické T-divizi. V mládí byl považován za slabého jako zbytek mladých T-buněk, protože byl schopen přežít a dokončit výcvik pouze s pomocí Pomocného T-lymfocytu; výcvik jej však nakonec učinil silnějším.
- Makrofág (マクロファージ, Makurofádži) / Monocyt (単球, Tankjú)

Dabing: Kikuko Inoue
Typ bílé krvinky. Ona a její druh vypadají jako milé služebné ve velkých šatech, jež jsou vyzbrojené různě velkými zbraněmi k boji s invazivními patogeny; často se vesele usmívají i uprostřed boje. Uvnitř krevních cév však zastupují roli monocytů a přes šaty nosí ochranné obleky.
- Krevní destička (血小板, Keššóban)

Dabing: Maria Naganawa
Typ T-buňky, jež je zodpovědná za rekonstrukci těla po různých zraněních. Buňky jsou kvůli své malé velikosti vyobrazeny jako děti a působí v těle jako konstrukční a opravárenská jednotka. Jedna destička, která nosí na krku píšťalku, je jejich vůdkyní a v pořadu se objevuje nejčastěji, zatímco sekundární, přesto plachá destička známá pod přezdívkou „Backward Cap“, protože nosí čepici dozadu, se také objevuje v příběhu.
- Pomocný T-lymfocyt (ヘルパーT細胞, Herupá Tí saibó)

Dabing: Takahiro Sakurai
Typ T-buňky, jež určuje strategii a postupy při jednání s cizími útočníky. Je hlavním velitelem Cytotoxické T-divizi a je intelektuální a klidné povahy, dostává se tak často do velkých sporů s drsným a tvrdým Cytotoxickým T-lymfocytem, přestože spolu oba prošli výcvikem T-buněk.
- Regulační T-lymfocyt (制御性T細胞, Seigjosei Tí saibó)

Dabing: Saori Hajami
Typ T-buňky, jež zprostředkovává a reguluje správnou funkci a velikost imunitních odpovědí. Obvykle působí jako sekretářka Pomocného T-lymfocytu, pokud je to však nutné, je schopna i bojovat. Prošla výcvikem T-buněk po boku Cytotoxického a Pomocného T-lymfocytu.
- Naivní T-lymfocyt (ナイーブT細胞, Naíbu Tí saibó)

Dabing: Mucumi Tamura
Mladá T-buňka, která je příliš vystrašená na to, aby bojovala s invazivními mikroorganismy, dokud ji Dendritická buňka nepomohla s přeměnou na Efektorový T-lymfocyt. On a jeho druh jsou studenty Cytotoxického T-lymfocytu, od kterého se jim dostává tvrdého zacházení a přísného výcviku.
- Efektorový T-lymfocyt (エフェクターT細胞, Efekutá Tí saibó)

Dabing: Kendži Nomura
Naivní T-lymfocyt přeměněný na velký, svalnatý a výkonný T-lymfocyt.
- Eosinofil (好酸球, Kósankjú)

Dabing: M.A.O
Typ bílé krvinky, která se zná s Bílou krvinkou, protože vyrostli ve stejné kostní dřeni. Cítí se méněcenná kvůli své neschopnosti bojovat s bakteriemi a viry, ale svou skutečnou hodnotu prokáže tím, že jako jediná zabije parazita Anisakis. Její oblíbenou zbraní je dvouzubec.
- Dendritická buňka (樹状細胞, Džudžó saibó)

Dabing: Nobuhiko Okamoto
Je oblečený v zeleném a pracuje jako posel v call centru, které připomíná strom. Dokáže stimulovat Naivní T-lymfocyty a přeměňovat je v Efektorové T-lymfocyty. Vlastní fotoaparát, kterým vždy fotí události, jež považuje za důležité, a fotky si ukládá alb, z nichž některá jsou pro ostatní buňky zdrojem hanby a ponížení.
- Paměťový T-lymfocyt (記憶細胞, Kioku saibó)

Dabing: Júiči Nakamura
Paranoidní a neurotická buňka, jejímž úkolem je zapamatovat si předešlé infekce a alergie, aby na ně byl imunitní systém připraven. Je však roztěkaný a je pro něj těžké utřídit si vzpomínky; často zpanikaří a křičí, kdykoli dojde ke katastrofě.
- Žírná buňka (マスト細胞, Masuto saibó)

Dabing: Ajako Kawasumi
Buňka, jejímž úkolem je monitorovat histaminy a v případě alergických a zánětlivých reakcí je uvolňovat. Vždy se řídí pokyny ve své knize bez ohledu na situaci a je neoblíbená kvůli svým činům, během kterých si neuvědomuje, co mohou způsobit ostatním buňkám. Je známá také pod přezdívkou „Tlustá buňka“, vždy se však naštve, když ji někdo tímto jménem osloví.
- Starší červená krvinka (AA5100) (先輩赤血球, Senpai sekkekkjú)

Dabing: Aja Endó
Starší červená krvinka, která občas vede a učí krvinku AE3803, jak správně vykonávat své povolání.
- Mladší červená krvinka (NT4201) (後輩赤血球, Kóhai sekkekkjú)

Dabing: Jui Išikawa
Mladá, ale příliš vážná červená krvinka, která se stane studentkou krvinky AE3803.
- B-lymfocyt (B細胞, Bí saibó)

Dabing: Šója Čiba
Bílá krvinka, která nese zbraň střílející protilátky. Často je naštvaný a žárlí, že nedostává tolik uznání jako Cytotoxický T-lymfocyt. Má také negativní vztah k Žírné buňce, protože v kombinaci způsobují jejich funkce ostatním buňkám jenom vážné katastrofy.
Basophil (好塩基球, Kōenkikyū)
Dabing: Tomokazu Sugita (japonsky); D. C. Douglas (anglicky)
Tajemná a poetická postava, jejíž skutečné povolání je neznámé, se objevuje během infekce přenášené potravinami, aby tajemně komentovala odvíjející se katastrofální události.
NK Buňka (NK細胞, NK Saibō)
Dabing: Toa Yukinari (japonsky); Morgan Berry (anglicky)
Hlídá po celém těle a hledá viry, bakterie a abnormální buňky, přičemž její zbraní je mačeta. Má samolibé chování, vůči ostatním buňkám je poněkud blahosklonná a její vztah s Killer T buňkou je podobný vztahu intenzivní sourozenecké rivality.
Rakovinotvorná Buňka (がん細胞, Gan Saibō)
Dabing: Akira Ishida (japonsky); Khoi Dao (anglicky)
Antagonistická buňka usilující o vytvoření světa, kde se buňky již nebudou muset navzájem zabíjet, i kdyby to znamenalo riskovat život těla.
Normální buňka / Cell Boy (正常細胞, Seijō Saibō)
Dabing: Yusuke Kobayashi
Normální buňka je vedlejší postava, která hraje hlavní roli v 2. sérii Normální buňka je potížista s měkkým srdcem. Svou práci kopírování sebe sama považuje za nudnou, a tak se začal vydávat mimo svůj byt, aby prozkoumal nebo se poflakoval. Navzdory tomu, že nemůže nic dělat, má silnou vůli chránit někoho, kdo je pro něj vzácný (laktické bakterie). Podle AE3803 žije u hltanu, což je shodou okolností oblast, která obsahuje lymfatické uzliny.

## Média

### Manga
Mangu Hataraku saibó psala a kreslila Akane Šimizu. Vycházela od 26. ledna 2015 do 26. ledna 2021 v časopisu Gekkan šónen Sirius nakladatelství Kódanša, které ji vydalo v šesti svazcích tankóbon.
Dne 21. března 2016 nakladatelství Kodansha USA oznámilo, že licencovalo mangu v Severní Americe. Na Tchaj-wanu licencovalo mangu nakladatelství Tong Li Publishing. Kodansha USA také ohlásila, že licencovala vedlejší mangu Hataraku saibó Black a dalších pět spin-offů Hataraku saikin, Hataraku keššóban-čan, Hataraku saibó Baby, Hataraku saikin Neo a Hataraku saibó White.

#### Spin-offy
První spin-off původní mangy vyšel v roce 2017 v květnovém čísle časopisu Nakajoši pod názvem Hataraku saikin (はたらく細菌); jeho ilustrátorem je Harujuki Jošida. Příběh mangy sleduje životy dobrých a špatných bakterií ve střevech. Dne 3. června 2020 bylo oznámeno, že 3. července téhož roku bude publikována finální kapitola. Pokračování mangy s názvem Hataraku saikin Neo (はたらく細菌Neo) vychází od února 2021 v aplikaci Palcy.
Manga získala spin-off s názvem Hataraku saibó Black (はたらく細胞BLACK), jenž se odehrává v lidském těle, které má problémy s nezdravým životním stylem. Napsal ji Šigemicu Harada a nakreslil Issei Hacujoši, na ilustrace dohlížela Šimizu. Manga vycházela od 7. června 2018 do 21. ledna 2021 v časopisu Gekkan Morning.

#### Seznam svazků
| Č. | Datum vydání       | ISBN              |
| -- | ------------------ | ----------------- |
| 1  | 9. července 2015   | 978-4-06-376560-1 |
| 2  | 20. listopadu 2015 | 978-4-06-376589-2 |
| 3  | 9. června 2016     | 978-4-06-390633-2 |
| 4  | 30. listopadu 2016 | 978-4-06-390664-6 |
| 5  | 9. srpna 2017      | 978-4-06-390720-9 |
| 6  | 9. února 2021      | 978-4-06-522252-2 |

| Č. | Datum vydání     | ISBN              |
| -- | ---------------- | ----------------- |
| 1  | 9. února 2018    | 978-4-06-510910-6 |
| 2  | 9. července 2018 | 978-4-06-512138-2 |
| 3  | 9. října 2018    | 978-4-06-513423-8 |